# ドナルドのリンゴ園
『ドナルドのリンゴ園』（ドナルドのリンゴえん、原題：Donald Applecore）は、ウォルト・ディズニー・プロダクション（現：ウォルト・ディズニー・カンパニー）が製作したアニメーション短編映画作品。1952年1月18日公開。ドナルドダック・シリーズの第103作である。

## あらすじ
リンゴ園で働くドナルドはリンゴの収穫を始めるが、リンゴが全てかじられていた。呆然とするドナルドを尻目に、リスのチップとデールがやってきてかじったリンゴを収穫用のカゴに投げ入れる。
ドナルドがデールを捕まえて詰問すると、デールは「この木の中に綺麗なリンゴをたくさん隠している奴がいる」と言う。その話を信じたドナルドは、綺麗なリンゴを手に入れようとデールについていくが、綺麗なリンゴがあるというのは嘘で、かじった後のリンゴを大量にカゴの中に入れられてしまう。
そして、激昂したドナルド VS チップとデールの知恵比べが始まった。まずは、ドナルドはヘリコプターに乗って、リンゴ園全体に殺虫剤をばらまくが、2匹はガスマスクをしていた。そして、リンゴの芯を顔にぶつけられる。次にドナルドはチップとデールがリンゴを格納している木から、リンゴを取り出して、サイロに一つも残らず貯めた。それを見たチップとデールはサイロからリンゴを一個抜き取るが、抜き取られたことでサイロの中のリンゴが崩れてしまった。
怒ったドナルドはヘリコプターに大量の薬品と爆弾の素を入れて、小型爆弾を作った。チップとデールがリンゴを集めているところに、ドナルドが現れ、爆弾を発射。すると、サイロやチップたちが隠れていた藁の山が跡形もなくなっていた。逃げるチップとデールに次々と爆弾を撃ちまくるドナルド。最後の一発を撃とうとするが、勢い余って鶏小屋の中へ。慌てたドナルドは急いで鶏小屋に向かう。一方、小屋の中では鶏が爆弾を餌と勘違いして飲み込んでしまった。ちょうど、ドナルドが来て爆弾を探していたところに、鶏が卵を産んだ。すると、卵から「カチカチ」という音がした。実は爆弾は消化されず、そのまま卵の中に残っていたのだ。爆弾の音はさらに大きくなり、ドナルドはそれに気付いたとたん大爆発した。鶏小屋は跡形もなくなり、地面には大穴が開いていた。ドナルドはそのまま大穴に落ちて、地球の反対側の中国まで行ってしまい、そこで出会った中国人に「北京ダックにして食っちまうぞ」と脅され（旧吹替版では地下にいたリンゴ園の主に怪しまれる）、さらにデールが大穴に落としたリンゴの芯をぶつけられるのだった。その様子をチップとデールは大笑いしていた。

## スタッフ
- 監督：ジャック・ハンナ
- 脚本：ビル・バーグ、ニック・ジョージ
- 音楽：ジョセフ・S・ダビン
- 作画：ボブ・カーソン、ヴォールス・ジョーンズ、ビル・ジャスティス
- 背景：ゼルマ・ウィットマー
- 美術：エール・グレイシー
- 効果：ブレイン・ギブソン

## キャスト
| キャラクター              | 原語版                   | 旧吹き替え版 | 新吹き替え版 |
| ------------------------- | ------------------------ | ------------ | ------------ |
| ドナルドダック            | クラレンス・ナッシュ     | 関時男       | 山寺宏一     |
| チップ                    | ジェームズ・マクドナルド | 土井美加     | 滝沢ロコ     |
| デール                    | デジー・フリン           | 土井美加     | 稲葉実       |
| 中国人/地下のリンゴ園の主 | ジェームズ・マクドナルド | 吉水慶       | 江原正士     |
| ナレーション              | -                        | 江原正士     | -            |

## 日本での公開

### 収録
- 『チップとデールの大冒険』（VHS、株式会社ポニー、旧吹き替え版）
- 『ゆかいな仲間たちチップとデール』（LD、1990年発売、新吹き替え版）
- 『夢と魔法の宝石箱 チップとデール』（VHS、ブエナ・ビスタ・ホーム・エンターテイメント、2000年・2001年発売、新吹き替え版）
- 『チップとデール 森は大さわぎ！』（DVD、ブエナ・ビスタ・ホームエンターテイメント、2005年発売、新吹き替え版）

## その他
- この話の各所で交わされる「リンゴの芯（原語版:Applecore)」→「芯がどうした？（原語版:Baltimore)」→「僕の親友は？(原語版:Who's your friends?)」→「僕(原語版:Me)」という会話の後にリンゴの芯を投げつけられるやり取りは、英米圏の子供達の間で交わされる言葉遊びが元となっている。
- 旧吹き替え版では中盤までチップとデールの名前と声が入れ替わっている。また、「この木の中に綺麗なリンゴをたくさん隠している奴がいる」というセリフが伏せられているほか、中盤でドナルドと交わす「リンゴの芯」についてのセリフが大幅に変更されている。
- ドナルドが薬品をごちゃ混ぜにするシーンで登場するのは「INSECT POWDER（殺虫剤）」「LYE（苛性アルカリ液）」「ACID（酸）」である。他の缶に文字が隠されている缶も登場するが、旧吹き替え版でナレーションが「殺虫剤、酸、ヒ素」と解説している。なお、混ぜはしないものの「ATOM DUST（原子の塵）」「ESSENCE OF TNT（トリニトロトルエン）」と書かれたビンも登場する。また、この後、ドナルドは「ATOMIC PILLS」と書かれた小型の砲弾を持ち出してチップとデールを攻撃するが、「ATOMIC」の示す通り原子爆弾である。